# 源資賢
源 資賢（みなもと の すけかた）は、平安時代末期の公卿・雅楽家。宇多源氏、宮内卿・源有賢の長男。官位は正二位・権大納言。

## 経歴
宇多源氏は雅楽の家として郢曲・笛・和琴の名手を多く輩出していた。当初は、源倫子が藤原道長の正室だったため摂関家との関係が深かったが、有賢の代になると白河法皇に接近して、諸国の受領を歴任するようになる。大治4年（1129年）に白河法皇が崩御した際、有賢は院庁の四位別当で、子の資賢は判官代だった。
鳥羽院政が開始されると、資賢は院庁の四位別当となる。他の別当には、平忠盛・藤原忠隆といった有力な近臣が名を連ねていた。この頃、資賢は雅仁親王（後の後白河天皇）に呼び出され、今様を通じて交流を深めている。保元元年（1156年）の鳥羽法皇の葬儀では、資賢は信西らと共に入棺役を務めた。
鳥羽法皇の死後、保元の乱・平治の乱を経て、政界は後白河上皇を支持する院政派と二条天皇を支持する親政派に分裂するが、資賢は芸能に堪能だったため後白河上皇に気に入られ、院政派に属した。後白河は、賀茂・熊野参詣に資賢を同行させ、美しい光景を目にすると今様で歌うよう要望し、資賢は即興で応えたことが梁塵秘抄口伝集に記録されている。応保2年（1162年）に二条天皇を賀茂社で呪詛したという嫌疑を受けて解官となり、子・通家と共に信濃国に配流されるが、2年後の長寛2年（1164年）に召還される。配所から戻った資賢は後白河上皇の要望で今様を歌い、「信濃にあんなる木曽路川」（信濃にあると聞く木曽路川）の原歌を「信濃にありし木曽路川」（信濃で実際に見た木曽路川）と言い替えて、後白河院を喜ばせたという。
永万元年（1165年）に二条天皇が崩御すると、後白河院政派は政界に返り咲き、資賢は参議、次いで権中納言に昇進する。『平家物語』では院近臣の中心人物である藤原成親と比較して、資賢を「ふるい人、おとなにておはしき」と記しており、院近臣の長老格とみなされていた。資賢は後白河院の好む今様の宴にたびたび出席し、厳島参詣にも付き従った。後白河主催で承安4年（1174年）9月1日から15日間連続で行われた今様合では、今様の識者として勝敗判定役を務めている（『吉記』）。安元3年（1177年）の鹿ケ谷の陰謀では藤原成親・西光が失脚するが、資賢は関与しなかったようで処罰を受けることはなかった。治承3年（1179年）10月9日には、5代前の時中以来途絶えていた権大納言に昇進している。
しかし、直後に起こった治承三年の政変により、院政派の筆頭として解官となり、子の資時・孫の雅賢と共に京外へ追放された。これは松殿基房・藤原師長に次ぐ重い処罰だったが、翌年7月には赦免され帰京した。資賢赦免の背景には、後白河院からの宥免要請があったと考えられる。養和元年（1181年）12月に権大納言に還任するが、翌養和2年（1182年）3月に孫・雅賢の左中将昇任を申請して辞任し、程なく出家した。法名は円空。出家を聞いた吉田経房は「現世栄望過分の人なり」と評した。それから6年後の文治4年（1188年）2月26日死去。享年76。

## 官歴
※日付＝旧暦
- 保安4年（1123年）11月14日：従五位下（禧子内親王給）
- 保安5年（1124年）正月22日：丹波守
- 天承元年（1131年）12月24日：三河守。左兵衛権佐兼任
- 長承元年（1132年）4月10日：斎院長官
- 長承2年（1133年）正月5日：従五位上
- 保延2年（1136年）正月22日：三河守重任。左兵衛権佐如元
- 保延3年（1137年）
  - 正月5日：正五位下
  - 4月16日：左少将
  - 12月16日：越中守
- 保延5年（1139年）
  - 正月5日：従四位下
  - 10月26日：従四位上（成勝寺の供養。前斎院・統子内親王御給）
- 康治2年（1142年）正月3日：正四位下
- 久安2年（1146年）正月23日：備後守
- 久安5年（1149年）3月18日：上総介
- 保元元年（1156年）11月28日：上総介を辞任
- 保元2年（1157年）正月24日：宮内卿
- 保元3年（1158年）3月13日：修理大夫。宮内卿を辞任
- 永暦2年（1161年）正月27日：従三位。修理大夫如元
- 応保2年（1162年）（50歳）
  - 6月2日：解官
  - 6月23日：信濃国に配流。除名
- 長寛2年（1164年）6月27日：召還
- 永万元年（1165年）6月5日：本位に復す
- 永万2年（1166年）
  - 7月15日：参議に補任
  - 改元して仁安元年8月27日：近江権守兼任
  - 10月24日：帯剣を許される
  - 11月14日：正三位
- 嘉応2年（1170年）12月30日：権中納言
- 承安3年（1173年）10月19日：従二位
- 承安4年（1174年）正月21日：陸奥出羽按察使兼任
- 安元元年（1175年）
  - 11月28日：中納言
  - 11月29日：陸奥出羽按察使如元
- 安元2年（1176年）
  - 3月6日：正二位（後白河法皇御給）
  - 12月5日：中納言を辞任。陸奥出羽按察使如元
- 治承2年（1178年）4月5日：中納言に還任。陸奥出羽按察使如元
- 治承3年（1179年）
  - 10月9日：権大納言。陸奥出羽按察使如元
  - 11月17日：解官
  - 11月18日：畿外追放。丹波国に移住
- 治承4年（1180年）（68歳）
  - 7月8日：赦免
  - 7月13日：入洛
- 養和元年（1181年）
  - 月日不詳：朝参を許される
  - 12月4日：権大納言に還任
- 養和2年（1182年）
  - 3月8日：権大納言を辞任
  - 3月20日：出家

## 系譜
- 父：源有賢
- 母：高階為家の娘
- 妻：賀茂保文の娘
  - 男子：源通家（1133-1167）
- 妻：徳大寺公能の娘
  - 男子：源時賢（1176-1255）
- 妻：藤原家成の娘
- 生母不詳の子女
  - 男子：源仲賢
  - 男子：源信賢
  - 男子：源資時
  - 男子：賢祐
  - 女子：藤原定能室

## 関連作品
- 『新・平家物語』（NHK大河ドラマ、1972年、演：関口篤）
- 『炎立つ』（NHK大河ドラマ、1993 - 1994年、演：前田昌明）